# Université médicale virtuelle francophone
 (février 2024).
L'« Université médicale virtuelle francophone », est un groupement d'intérêt public (GIP) français créé en 2003 pour décliner le concept d'université numérique dans le secteur médical. 
En 2009 cette université virtuelle s'est élargie en intégrant les disciplines pharmacie, odontologie et sciences du sport. Elle a à l'occasion été rebaptisée Université numérique francophone des sciences de la santé et du sport (UNF3S) et fait partie d'un réseau de sept universités numériques thématiques de l’enseignement supérieur.

## Histoires
Ce groupement d'intérêt public a été initialement suggéré par des membres de la spécialité médicale « Informatique médicale ». 
Il est né d’un consortium de huit universités ensuite rejointes par toutes les facultés de médecines de France.
Il a été conjointement créé avec
- le ministère de l'Éducation nationale, de l’Enseignement supérieur et de la Recherche ;
- le ministère de l'Économie, des Finances et de l’Industrie.

Il fait l’objet d’un contrôle a priori de la part de l’État et du commissaire du gouvernement (représenté par le  recteur de l’académie de Lille).
Il est actif depuis 1999, où il a été lancé dans le cadre des appels à projets du ministère de l’Éducation nationale, de l’Enseignement supérieur et de la Recherche, au sein du réseau national Technologies pour la santé (RNTS).
Trente-sept universités françaises disposant de cours de médecine, pharmacie, odontologie ou sport adhèrent à ce groupement d’intérêt public, cofinancé par ces universités et recevant aussi des subventions du ministère de l’Enseignement supérieur et de la Recherche.

## Missions
- Produire et mettre à disposition des ressources documentaires, complémentaire aux contenus des cours donnés aux étudiants en médecine. (début 2010 , « Plus de 12 000 ressources de toute nature, dont 3 300 vidéos et 2 000 cours » étaient répertoriés et gratuitement accessibles[2]), dont certains accessibles à tout public, via notamment le réseau Canal-U de la vidéothèque numérique de l’enseignement supérieur[3] ;
- créer une banque de données d’items et de cas cliniques permettant l'entraînement des étudiants de 2e cycle avant les « épreuves classantes nationales » (ECN) ;
- mettre en ligne environ 30 « Campus numériques disciplinaires », dont par exemple Biophysique et médecine nucléaire, Embryologie, Microbiologie, Neuroanatomie, Rhumatologie, Urgences, etc.

## Administration
L’UMVF a été présidée par un de ses fondateurs Albert-Claude Benhamou. Elle est aujourd'hui incluse dans une structure plus large : l'Université Numérique Francophone des Sciences du Sport et de la Santé (UNF3S). L'UNF3S est présidée depuis fin 2012 par Patrick Lévy, président de l'université Joseph Fourier à Grenoble.
L’université s’appuie pour son fonctionnement sur un GIP dénommé « Fédération Inter-Universitaire pour l’Université Médicale Virtuelle Francophone » (FIU-UMVF) formé par la totalité des 33 universités françaises à composante médicale, qui travaille avec le GIP Esther (Ensemble pour une solidarité thérapeutique hospitalière en réseau) pour faciliter son déploiement.
Elle est appuyée par :
- la Conférence des présidents d’université ;
- la Conférence nationale des doyens des facultés de médecine.